# Fabrieksschoorsteen

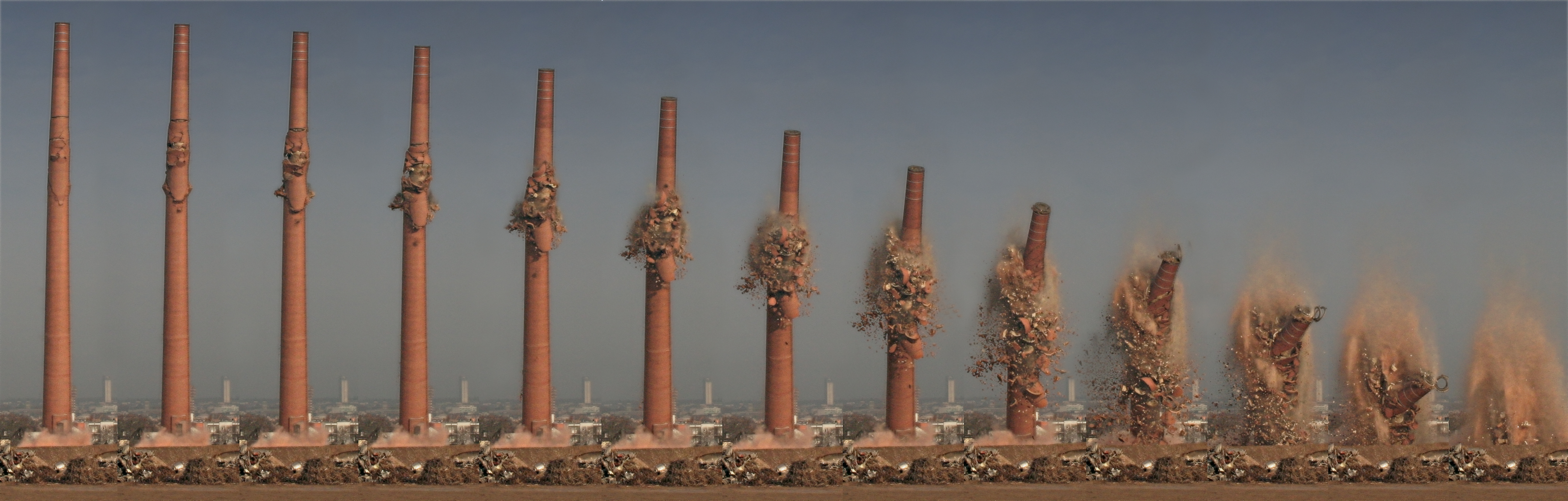
Een schoorsteen van de voormalige Henninger-brouwerij in Frankfurt am Main wordt opgeblazen, 2 december 2006

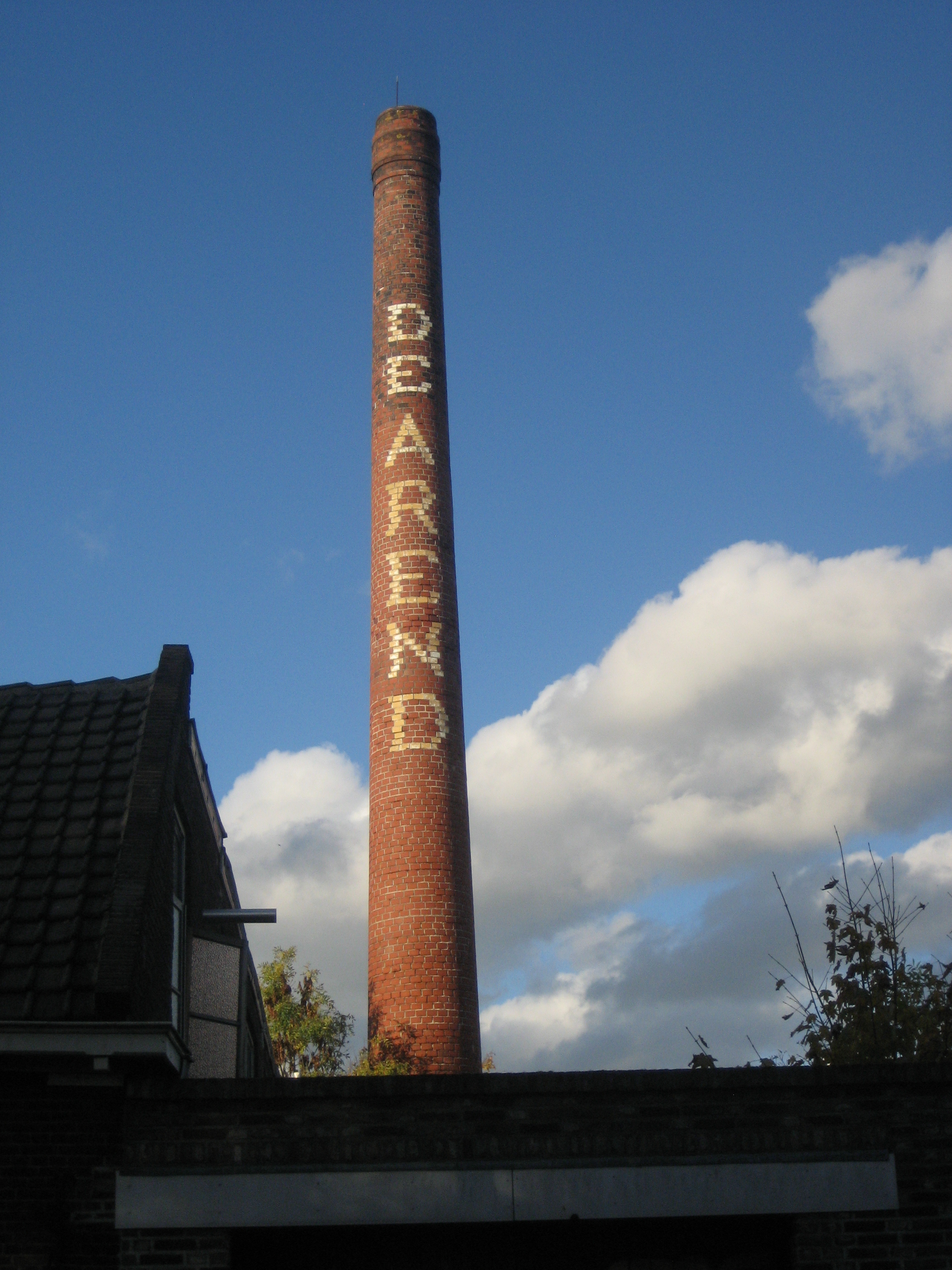
Schoorsteen van stomerij De Arend in Leiden

Een fabrieksschoorsteen is een, meestal zeer hoge, schoorsteen van een fabriek. De hoogte van een fabrieksschoorsteen kan variëren van een tiental tot meer dan honderd meter.
De grote hoogte kan twee doelen dienen:
- Door de grote hoogte bestaat er een luchtdrukverschil tussen beneden- en bovenzijde, waardoor een goede trek van de schoorsteen ontstaat.
- Door de grote hoogte worden de schadelijke stoffen die in de rookgassen aanwezig zijn over een groter gebied verspreid, het zogenaamde uitwaaigebied.

De fabrieksschoorsteen werd vooral veel toegepast in het tijdperk van de stoommachine, toen de verbranding van steenkool met de ontwikkeling van roet en schadelijke gassen zoals zwaveldioxide gepaard ging. Vanwege de temperatuur en het agressieve milieu dat door de rookgassen werd veroorzaakt moest een fabrieksschoorsteen aan hoge eisen voldoen en was schoorsteenmetselen een gespecialiseerd vak. De binnenbekleding moest uit vuurvaste materialen bestaan die zorgvuldig gemetseld waren.
De fabrieksschoorsteen was een icoon van de industriële revolutie. Vele prospectussen van bedrijven toonden dan ook vol trots hun fabriekscomplexen met vele rokende schoorstenen. Niet-rokende schoorstenen betekende doorgaans crisis en werkloosheid.
Met de komst van aardolie en aardgas als brandstof verdwenen de steenkoolgestookte ketelhuizen en verloren de meeste fabrieksschoorstenen hun functie. De meeste werden gesloopt en enkele exemplaren werden geklasseerd als monument.
In gebruik zijnde zeer hoge schoorstenen (tot meer dan 300 meter) treft men tegenwoordig vooral nog aan bij elektriciteitscentrales.